# Cultura di Chassey

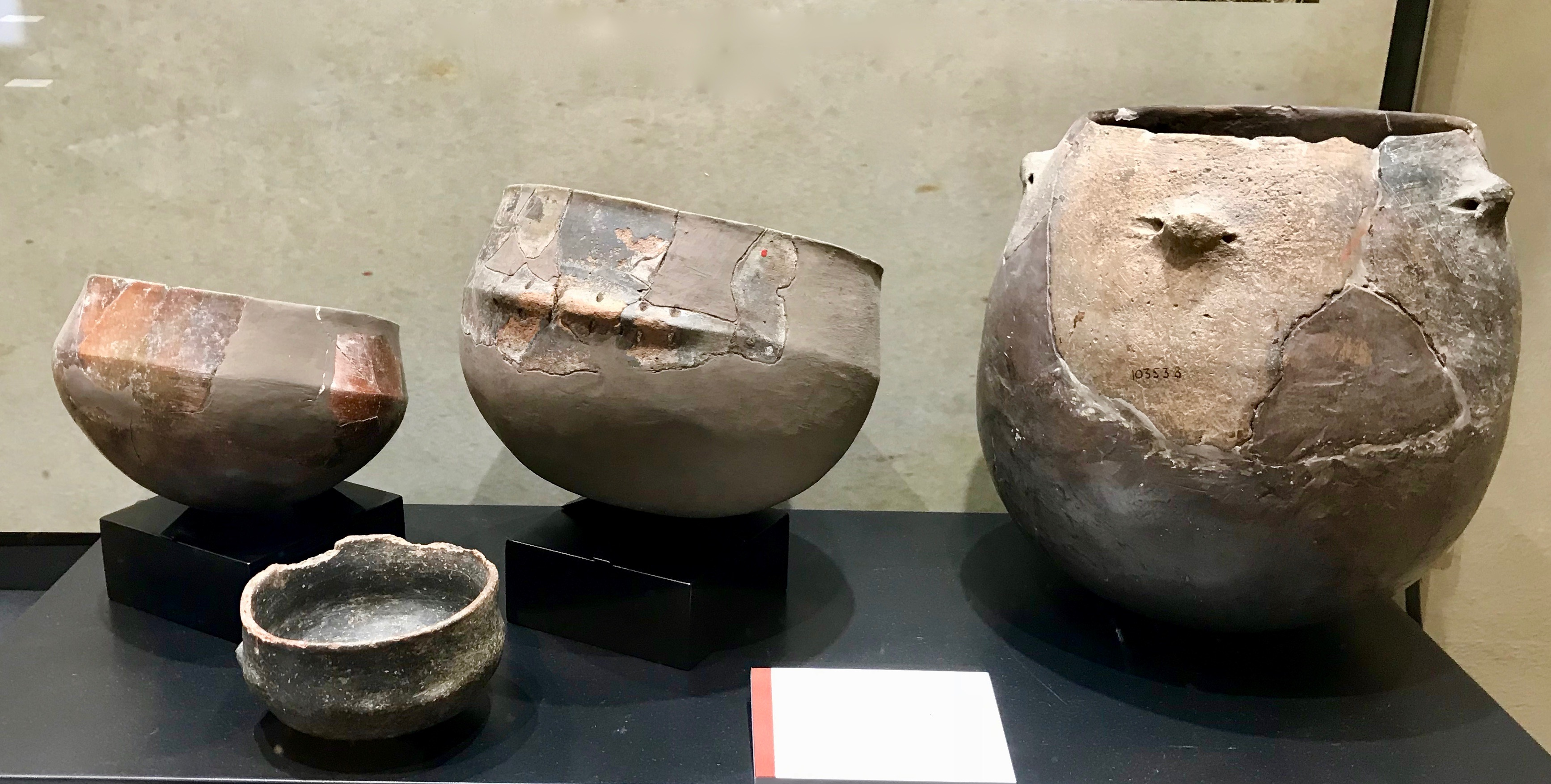
Vasi neolitici (cultura di Chassey) di 5500-5000 anni fa ritrovati nella Grotta del Leone ad Agnano esposti al Museo di storia naturale dell'Università di Pisa

La cultura di Chassey fu una cultura preistorica sviluppatasi in Francia durante il tardo neolitico, fra il 4500 e il 3500 a.C. Il nome deriva del villaggio di Chassey-le-Camp.

## Distribuzione geografica
La cultura di Chassey si diffuse nelle pianure della Francia, incluso il corso della Senna e l'alta valle della Loira e negli attuali dipartimenti dell'Alta Savoia, Vaucluse, Alpi dell'Alta Provenza, Pas-de-Calais ed Eure-et-Loir. Gli scavi a Bercy hanno riportato alla luce un villaggio di questa cultura datato fra il 4000 e il 3800 a.C., dove sono state rinvenute canoe in legno, ceramica, frecce e altri oggetti in legno e pietra.

## Aspetti socio-economici
Le genti di Chassey erano agricoltori sedentari e pastori. Vivevano in capanne organizzate in piccoli villaggi di 100-400 abitanti. Non conoscevano la metallurgia e loro ceramiche erano scarsamente decorate.

## Sviluppi
Venne seguita nella Francia settentrionale dalla cultura della Senna-Oise-Marne attorno al 3500 a.C. e da una serie di altre culture archeologiche nel sud.